# Enokanqui
Enokanqui ist eine Ortschaft und eine Parroquia rural („ländliches Kirchspiel“) im Nordosten des Kantons La Joya de los Sachas der ecuadorianischen Provinz Orellana. Sitz der Verwaltung ist die gleichnamige Ortschaft, 7 km nordnordöstlich vom Kantonshauptort La Joya de los Sachas an der Fernstraße E45A (Puerto Francisco de Orellana–Nueva Loja) gelegen. Die Parroquia besitzt eine Fläche von 76 km². Die Einwohnerzahl lag im Jahr 2010 bei 2362. Die Parroquia wurde am 9. August 1988 eingerichtet.

## Lage
Die Parroquia Enokanqui liegt im Amazonastiefland etwa 30 km nordnordöstlich der Provinzhauptstadt Puerto Francisco de Orellana. Der Río Jivino Rojo durchquert das Gebiet in südöstlicher Richtung. Die Flüsse Río Jivino Negro und Río Jivino Verde begrenzen das Verwaltungsgebiet im Südwesten und im Osten.
Die Parroquia Enokanqui grenzt im Nordosten und im Osten an die Parroquia San Pedro de los Cofanes (Kanton Shushufindi, Provinz Sucumbíos), im äußersten Südosten an die Parroquias Siete de Julio und Shushufindi (ebenfalls im Kanton Shushufindi der Provinz Sucumbíos), im Süden an die Parroquia La Joya de los Sachas, im Westen an die Parroquia Lago San Pedro sowie im Nordwesten an die Parroquia Tres de Noviembre.

## Wirtschaft
Ende des 20. Jahrhunderts ließen sich Siedler aus dem Andenhochland in dem Gebiet nieder. Heute ist es weitgehend mit landwirtschaftlichen Nutzflächen bedeckt.